# Горно Градище (Дебелт)
Горно Градище е късноантична и средновековна крепост намираща се над село Дебелт, община Средец, България.